# Слани (річка)
Слани — річка  в Україні, у  Тячівському районі Закарпатської області, ліва притока Тересви (басейн Дунаю).

## Опис
Довжина річки приблизно 4,5 км. Формується з багатьох безіменних струмків.

## Розташування
Бере  початок на північних схилах гірської вершини Боулуй. Тече переважно на північний захід  і у селі Калини впадає у річку Тересву, праву притоку Тиси.
Річку перетинає автомобільна дорога Т 0728